# Patoruzek
Patoruzek, antes conocidos como tehuelches gigantes antes del tomo 3 "El águila de Oro", es el nombre de la imaginaria dinastía de la cual el dibujante Dante Quinterno haría descender a Patoruzú.
La familia de Patoruzú provenía del antiguo Egipto siendo descendiente del faraón Patoruzek I.
La historia original narra que en el antiguo Egipto el joven faraón Patoruzek I se desposó con la princesa de Napata apodada "Patora la Tuerta". Del fruto de este matrimonio nacería el príncipe Patoruzek el cual de forma fortuita, montado en un águila, llegaría a la Patagonia.
Esta es la historia original descripta en las revista Patoruzú del 17 de agosto de 1937.
La versión fílmica de Patoruzito es un tanto diferente pero de igual manera hace alusión a la dinastía de los Patoruzek.